# Réteges piramis
A Réteges piramis valószínűleg az ókori Egyiptom III. dinasztiájának egyik kevéssé ismert uralkodója, Haba temetkezési helye. Nevét az alsó csupasz kősorok ihlették. Helyi neve الهرم المدور (arab al-harám il-midavvar, „kerek piramis”), mivel erősen romos állapotban maradt fenn, a belső mag maradványai ovális alaprajzúak. Az elhordott kváderek helyén lévő bemélyedés miatt kettévágott piramis néven is ismert. Szakkarától hét kilométerre északra építették.

## Az építtető
Az építtető személye bizonytalan. Semmilyen felirat nincs a piramisban, és egyetlen lelet sem került elő belőle. A piramistól északra van néhány masztaba, amelyek egykorúak lehetnek a piramissal. Ezek közül az egyikben (Z–500) Haba nevét találták meg, ezért feltehető, de korántsem biztosan, hogy Haba sírja.

## A piramis

A piramis keresztmetszete

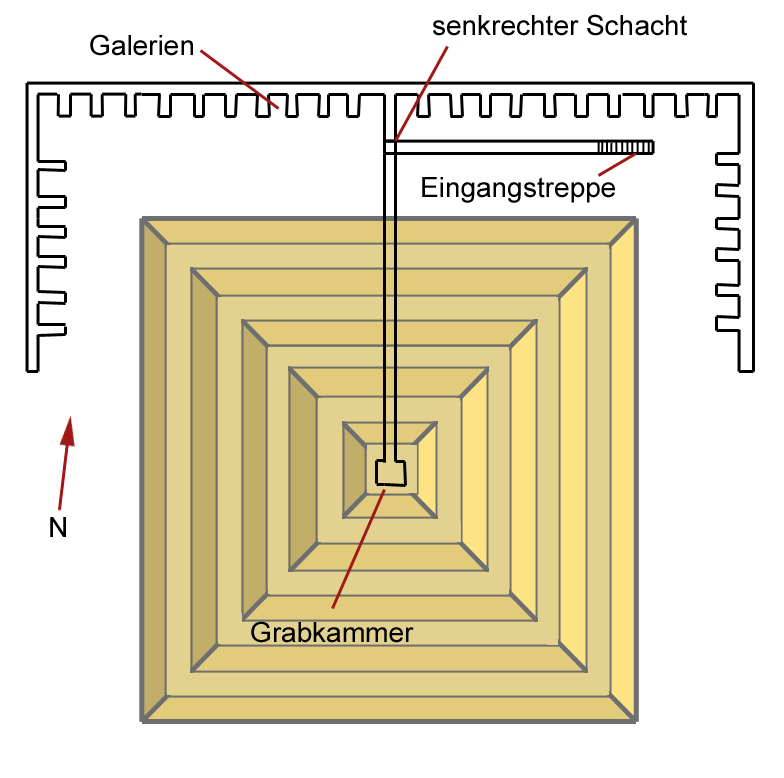
A piramis alaprajza

Ez a piramis a harmadik lépcsős piramis Dzsószer és Szehemhet után. Elődeihez képest lényegesen kisebb, mintegy kétharmadnyi oldalhosszon tervezték, talán Szehemhet nagyszabású tervének bukása miatt. Mintegy 20 méteres magasságig készült el a Szehemhet idején is alkalmazott technológiával. Ebből látszik, hogy lépcsős piramisnak tervezték, öt lépcsővel. 14 réteg különíthető el. A központi mag köré függőleges kvádereket rétegeltek, amelyek enyhén befelé dőltek, így az épületet a saját tömege tartotta össze. A rétegeknek csak a külső felét egyenesítették ki, a következő réteget agyaggal tapasztották az előzőhöz. Elképzelhető lenne, hogy felépült és később bontották le az építőanyagért – ahogy ez megtörtént a Baka-piramis esetén –, de mivel burkolatnak semmi nyoma nem maradt, sőt szarkofág sincsen, sokkal valószínűbb, hogy sosem fejezték be. Ha félbehagyták az építést, akkor csak egy foka készülhetett el, annak is csak egy része maradt fenn.
Befejezetlen voltára utal az is, hogy az alépítményben a kamrákat és folyosókat kivájták, de ezután sem vakolat, sem díszítmények nem kerültek a falakra, a temetési kellékeknek semmi nyoma. Feltehetően az építkezés közben halálozott el az uralkodó, és ekkor egyszerűen abbahagyták a munkát. Ahogy Szehemhetet sem, úgy Habát sem temették el a félkész piramisban. Az alépítmény nem a „nyitott gödör” módszerével készült. Egy rövid és meredek lépcsősor rögtön a felszín alá hatol, ahonnan alagútszerú folyosókat indítottak. Az alépítmény mintegy megismétli Szehemhet piramisának alaprajzát, csak kisebb méretekben. A bejárati folyosó egy elágazással végződik, ide torkollik egy függőleges akna is. Jobbra a kamrasor felé lehet fordulni, balra pedig a sírkamrához vezető útra. A sírkamra 3,63×2,65×3 méteres és a tárolókamráknál még egy szinttel lejjebb helyezkedik el.

## Feltárása
John Shae Perring írta le először 1839-ben. Richard Lepsius katalógusában az L–XIV számot kapta. Jacques de Morgan 1896-ban fedezte fel a lejáró lépcsőt. Az első átfogó ásatást 1900-ban Alessandro Barsanti végezte. 1910–1911-ben George Andrew Reisner és Clarence Fisher is kutatták a komplexumot. A piramis ezután hosszú ideig katonai területen állt, így modern ásatás nem volt, ismereteink hiányosak.